# Prudenzio di Troyes
Prudenzio di Troyes (in francese Prudence de Troyes, in latino Prudentius; Contea di Aragona, IX secolo – Troyes, 6 aprile 861) è stato un vescovo, scrittore e teologo spagnolo naturalizzato francese, venerato come santo dalla Chiesa cattolica.

## Agiografia
Nato col nome di Galindo, lasciò giovanissimo la contea d'Aragona dove era nato per trasferirsi in Francia, alla corte di Ludovico il Pio, dove prese il nome di Prudenzio ed ebbe modo di studiare alla Scuola Palatina. Fu il primo compilatore degli Annales Bertiniani dall'anno 835, continuando tale attività di scrittura sino all'anno della sua morte, nell'861. Divenne vescovo di Troyes nell'843.
Su richiesta di papa Leone IV, consacrò la chiesa abbaziale di Montiéramey, dedicandola ai santi Pietro e Leone. Nell'850, consacrò la prima abbaziale dell'abbazia di san Pietro a Montier-la-Celle.
Prese parte al concilio di Parigi dell'846, due volte a quello di Quierzy nell'849 e nell'853, e poi al terzo concilio di Soisson nell'853, dove discusse le tesi di Ebbone di Reims.
Nel Martirologio Romano è commemorato il 6 aprile. La sua canonizzazione venne ricusata dai bollandisti.

## Visione teologica
Nella controversia sulla predestinazione sorta tra Gotescalco di Orbais, l'arcivescovo Incmaro di Reims e il vescovo Pardolo di Laon, Prudenzio scelse di opporsi a Incmaro con un'epistola a lui indirizzata. In questa epistola, scritta attorno all'849, egli difese la doppia predestinazione, una come ricompensa e una come punizione. Egli sostenne inoltre che Cristo fosse morto solamente per coloro che sarebbero stati salvati.
Prudenzio difese le proprie tesi nella sua opera De prædestinatione contra Johannem Scotum, scritta nell'851 su istanza dell'arcivescovo Venilo di Sens, che gli aveva fatto pervenire diciannove articoli dell'opera di Giovanni Scoto Eriugena sulla predestinazione. Al sinodo di Quierzy, ad ogni modo, sottoscrisse quattro degli articoli della tesi di Incmaro sull'esistenza di un'unica predestinazione, ma probabilmente più per timore di re Carlo il Calvo che per concordanza di pensiero con l'arcivescovo.
Nella sua Epistola tractoria ad Wenilonem, scritta nell'856 circa, riprese nuovamente le proprie opinioni e diede nel contempo la propria approvazione all'ordinazione del nuovo vescovo Enea di Parigi, a patto che questi avesse riconosciuto la validità della tesi della doppia predestinazione. Di grande valore storico è la continuazione per sua mano degli Annales Bertiniani dall'835 all'861, nei quali sono presenti molti fatti storici relativi al Regno dei Franchi Occidentali.
Fu inoltre l'autore della Vita Sanctæ Mauræ Virginis e di alcune poesie.
Incmaro di Reims scrisse che Prudenzio morì "mentre stava ancora scarabocchiando molte cose contraddittorie e contrarie alla fede."